# Apogon ventrifasciatus
Apogon ventrifasciatus är en fiskart som beskrevs av Allen, Kuiter och Randall, 1994. Apogon ventrifasciatus ingår i släktet Apogon och familjen Apogonidae. Inga underarter finns listade i Catalogue of Life.